# Болльшвайль
Болльшвайль (нім. Bollschweil) — громада в Німеччині, знаходиться в землі Баден-Вюртемберг. Підпорядковується адміністративному округу Фрайбург. Входить до складу району Брайсгау-Верхній Шварцвальд.
Площа — 16,42 км2. Населення становить 2312 ос. (станом на 31 грудня 2020).